# رامون غراو
رامون غراو (بالإسبانية: Ramón Grau San Martín)‏ (و. 1887 – 1969 م) هو سياسي من كوبا.